# Elizabeth Hurleyová
Elizabeth Jane Hurleyová (* 10. června 1965) je anglická herečka a modelka. V 90. letech se stala známou díky partnerskému vztahu s hercem Hughem Grantem. Poté, co jej v roce 1994 doprovázela na losangeleské premiéře kasovního trháku Čtyři svatby a jeden pohřeb v černé Versaceho róbě s hlubokým výstřihem, upoutala na sebe stálou pozornost světových médií.
Ve dvaceti devíti letech uzavřela smlouvu s kosmetickou firmou Estée Lauder, s níž poté spolupracovala více než patnáct let. Stala se tváří jejích parfémů jako byly Sensuous, Intuition a Pleasures. Ve filmovém průmyslu na sebe upozornila zejména rolemi Vanessy Kensingtonové ve špionážní komedii Mika Myerse Austin Powers: Špion, který mě vojel (1997) a jako ztělesnění ďábla ve fantasy komedii Smlouva s ďáblem (2000). Od roku 2005 vlastní eponymní kolekci plážového oblečení.

## Osobní život
Narodila se v roce 1965 v hampshireském Basingstoke do rodiny učitelky v Kempshott Infant School Angely Maryové (rozené Tittové) a majora britské armády Roye Leonarda Hurleye. Má starší sestru Kate Hurleyovou a mladšího bratra Michaela Jamese Hurleyho. Postupně navštěvovala místní školy Kempshott Infant School, Kempshott Junior School a Harriet Costello School.

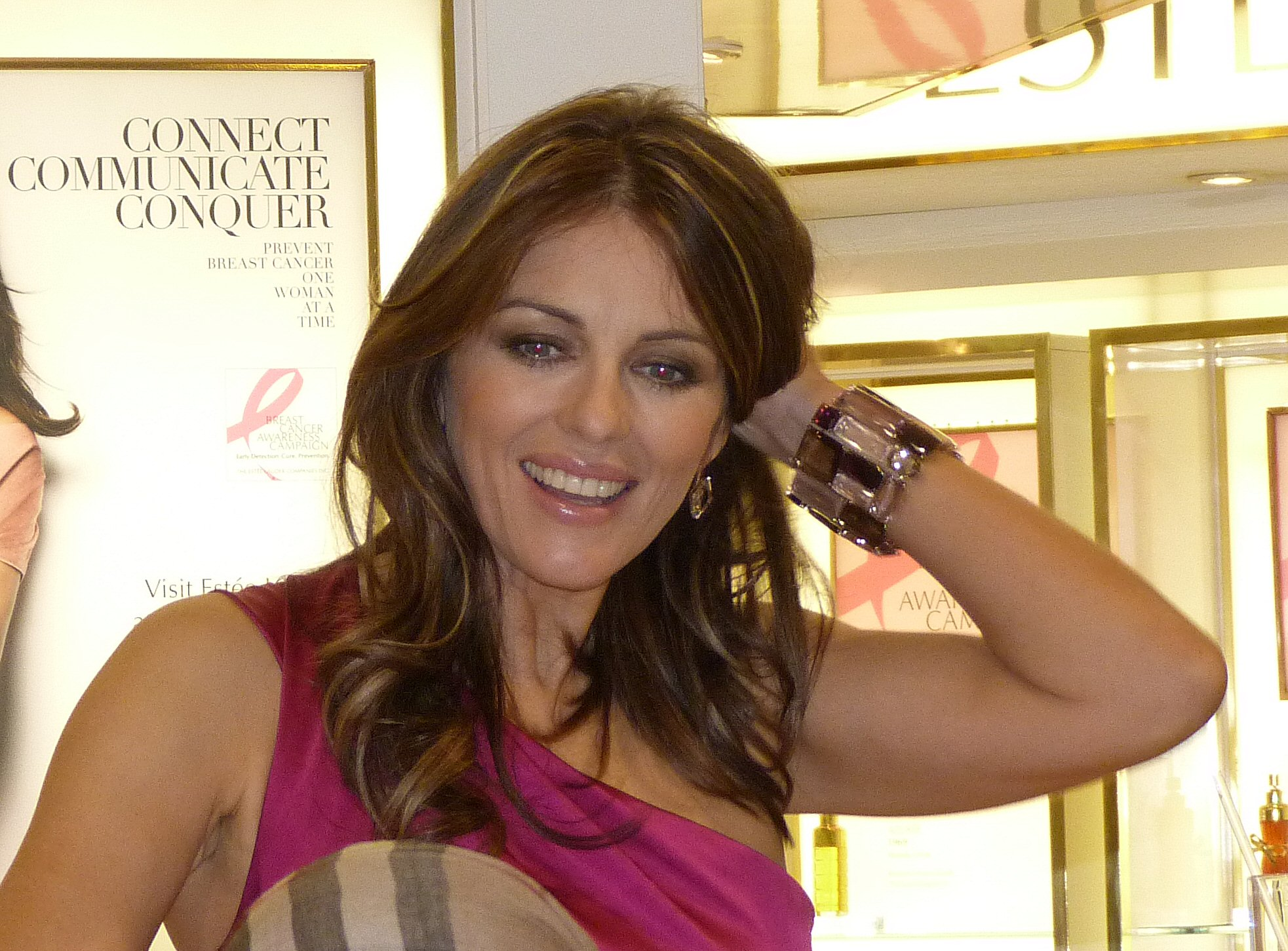
Liz Hurleyová, 2010

V dětství měla ambice stát se tanečnicí a proto navštěvovala baletní kurzy. Později krátce studovala tanec a herectví v London Studio Centre. Jako teenager byla ovlivněna punkovým módním stylem, nosila růžový účes a piercing v nose.
Hereckou kariéru nastartovala v roce 1987, když debutovala ve filmu Árie. V modelingu začala pracovat roku 1995. Je spojená se sezónními módními kampaněmi různých značek – Jordache, Shiatzy Chen, Got Milk?, Patrick Cox, MQ Clothiers of Sweden nebo Lancel. K roku 2012 se třikrát objevila na titulní straně britského vydání časopisu Vogue.
Pro Estée Lauder se angažuje v kampani prevence a léčby karcinomu prsu. Své jméno propůjčila rtěnce „Elizabeth Pink“. Zisk z jejího prodeje je věnován nadaci na výzkum tohoto onemocnění.

## Soukromý život

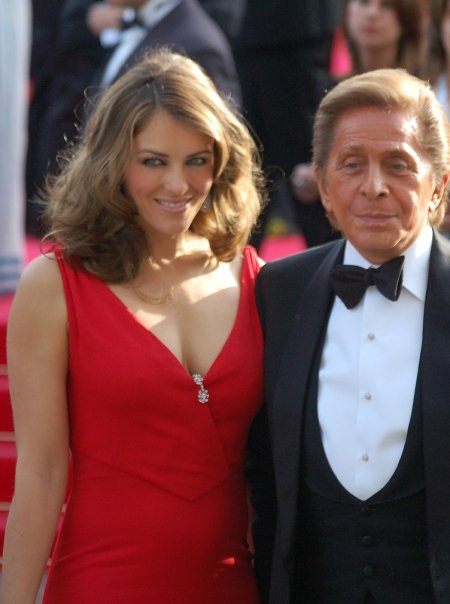
Hurley s módním návrhářem Valentinem Garavanim na FF v Cannes 2007

V roce 1987 během natáčení španělského dramatu Remando Al Viento navázala partnerský vztah s hercem Hugem Grantem, který ve filmu účinkoval v hlavní roli. Po třinácti letech, v květnu 2000, dvojice oznámila přátelský rozchod.
4. dubna 2002 přivedla na svět syna Damiana Charlese Hurleye. Americký podnikatel a filmový producent Steve Bing nejdříve odmítl, že by měl být otcem dítěte s tvrzením, že měl s herečkou v roce 2001 pouze krátký běžný vztah. Následné testy DNA ovšem potvrdily jeho otcovství. Hurleyová je kmotrou Lennona, syna Patsy Kensitové a Liama Gallaghera a také Brooklyna a Romea, dvou synů manželů Davida a Victorie Beckhamových.
Od konce roku 2002 udržovala vztah s indickým podnikatelem Arunem Nayarem. 2. března 2007 proběhl jejich sňatek na zámku Sudeley a poté druhý tradiční hinduistický obřad v Umaid Bhawan Palace indického Džódpuru.
V roce 2003 odhadoval deník Daily Mail výši jejího majetku na 13 miliónů liber. S rodinou žila na farmě o rozloze 1,6 km2 v Barnsley.
12. prosince 2010 tisk informoval o jejím románku s australským hráčem kriketu Shanem Warnem. V reakci na tuto zprávu herečka na Twitteru uvedla, že se s manželem Arunem odloučili již před několika měsíci. 2. dubna 2011 požádala o rozvod, ke kterému došlo 15. června téhož roku. 30. září 2011 pak oznámila zasnoubení s Warnem.

## Filmografie
| Herecká filmografie | Herecká filmografie                  | Herecká filmografie   | Herecká filmografie               |
| Rok                 | Film                                 | Role                  | Poznámka                          |
| ------------------- | ------------------------------------ | --------------------- | --------------------------------- |
| 1987                | Árie                                 | Marietta              |                                   |
| 1986                | Inspector Morse                      | Julia                 | 1 díl: Last Seen Wearing          |
| 1988                | Rowing with the Wind                 | Claire Clairmont      |                                   |
| 1988                | Christabel                           | Christabel Bielenberg | televizní seriál BBC              |
| 1988                | Rumpole of the Bailey                | Rosie Japhet          | 1 díl: Rumpole and the Barrow Boy |
| 1989                | Síla vůle                            | Christina             | televizní seriál                  |
| 1990                | Death Has a Bad Reputation           | Julia Latham          | televizní seriál                  |
| 1990                | Kill Cruise                          | Lou                   |                                   |
| 1991                | The Orchid House                     | Natalie               | 1 díl: Natalie                    |
| 1992                | The Good Guys                        | Candida Ashton        | 1 díl: Relative Values            |
| 1992                | El largo invierno                    | Emma Stapleton        |                                   |
| 1992                | Mladý Indiana Jones                  | Vicky Prentiss        | 1 díl: London, May 1916           |
| 1992                | Přepadení ve vzduchu                 | Sabrina Ritchie       |                                   |
| 1994                | Beyond Bedlam (Nightscare)           | Stephanie Lyell       |                                   |
| 1994                | Sharpe's Enemy                       | Lady Farthingdale     | 1 díl                             |
| 1995                | The Shamrock Conspiracy              | Cecilia Harrison      | televizní film                    |
| 1995                | Mad Dogs and Englishmen              | Antonia Dyer          |                                   |
| 1996                | Harrisonův případ                    | Cecilia Harrison      |                                   |
| 1996                | Biblické příběhy: Samson a Dalila    | Dalila                | dabing: Zuzana Slavíková          |
| 1997                | Dangerous Ground                     | Karen                 |                                   |
| 1997                | Austin Powers: Špionátor             | Vanessa Kensington    | dabing: Petra Hanžlíková          |
| 1998                | Půlnoc nikdy nekončí                 | Sandra                | dabing: Dana Černá                |
| 1999                | Můj nejoblíbenější marťan            | Brace Channing        | dabing: Pavla Vojáčková           |
| 1999                | Ed TV                                | Jill                  | dabing: Irena Hrubá               |
| 1999                | Austin Powers: Špion, který mě vojel | Vanessa               | dabing: Petra Hanžlíková          |
| 2000                | Váha vody                            | Adaline Gunn          | dabing: Anna Fialková             |
| 2000                | Smlouva s ďáblem                     | Ďábel                 | dabing: Tereza Chudobová (ČT)     |
| 2001                | Bouchači a bouchačky                 | Dr. Ann Beamer        | dabing: Dana Černá                |
| 2002                | Americký Casanova                    | Anna Lockheart        | dabing: Dana Černá                |
| 2002                | Sloužit Sáře                         | Sara Moore            | dabing: Ilona Svobodová           |
| 2004                | Method                               | Rebecca               |                                   |
| 2006                | The Last Guy on Earth                |                       |                                   |
| 2011                | Wonder Woman (seriál)                | Veronica Cale         | David E. Kelley – zrušeno         |
| 2011                | Super drbna (seriál)                 | Diana Payne           | 8+ dílů, vracející se role        |